# ویدئو کنفرانس

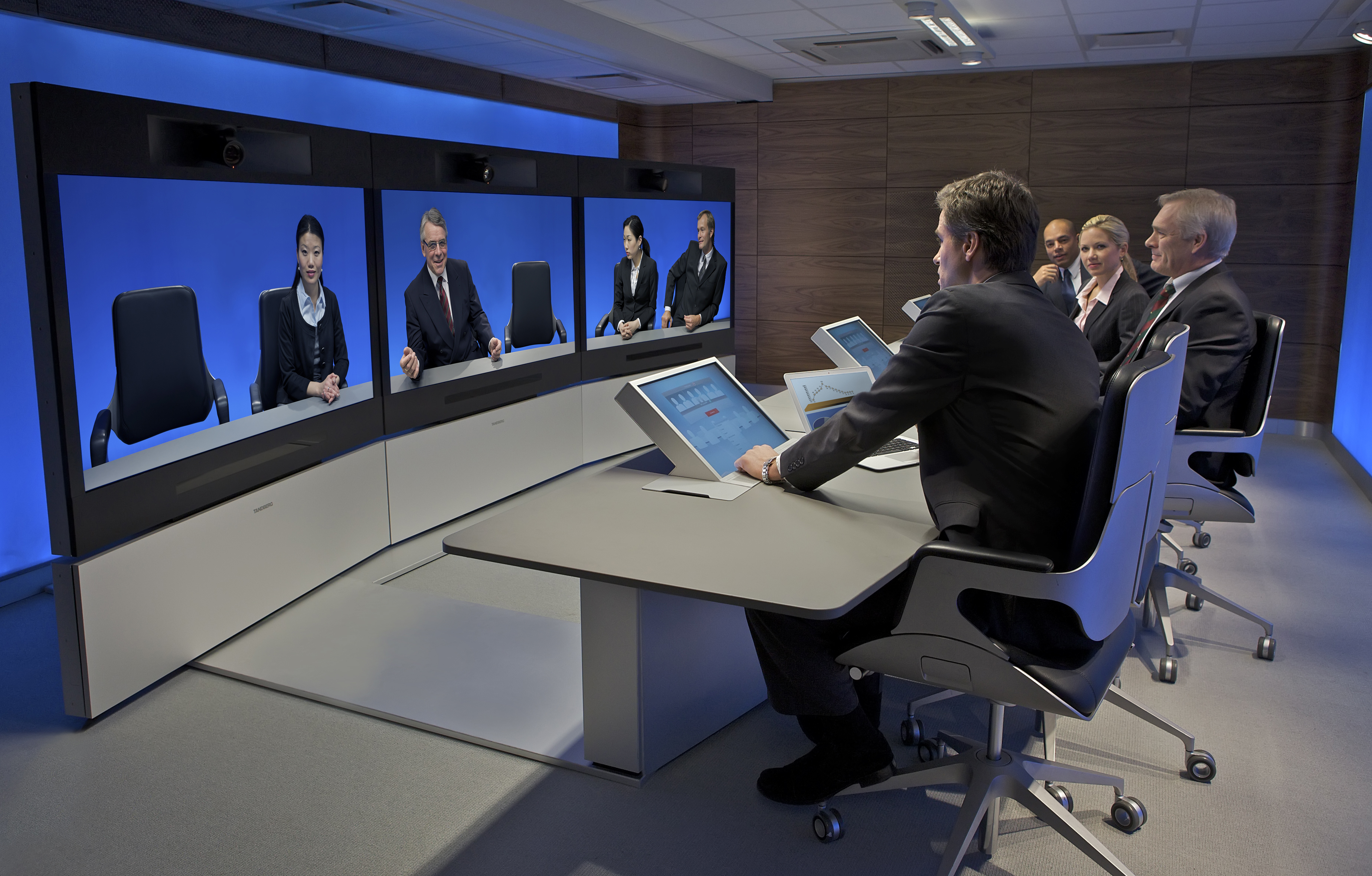
یک اتاق در حال کنفرانس ویدئویی (۲۰۰۸)

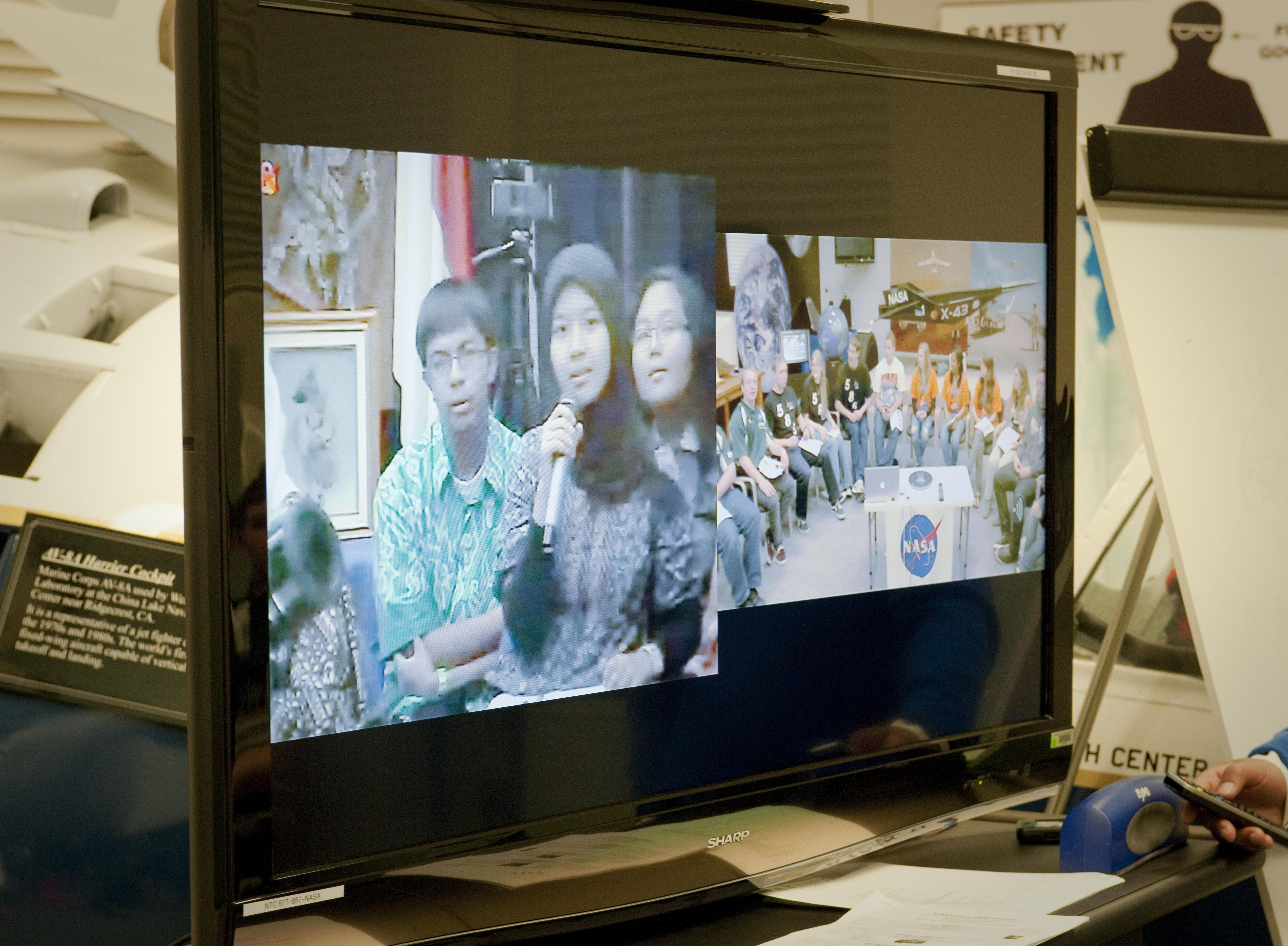
دانشجویان اندونزیایی و آمریکایی در یک کنفرانس ویدیویی آموزشی شرکت می کنند (۲۰۱۰).

ویدئو کنفرانس (به انگلیسی: Videoconferencing)، دورسخنی یا ویدیوهمایش به مفهوم برقراری ارتباط زنده صوتی و تصویری بین نقاط مختلف جغرافیایی دور و نزدیک می‌باشد. به عبارت دیگر ویدئوکنفرانس فناوری است که افراد در مکانهای مختلف با فواصل مختلف را قادر می‌سازد تا صوت و تصویر همدیگر را به صورت زنده دریافت کرده و همانند جلسات حضوری با یکدیگر ارتباط داشته و تبادل‌نظر نمایند. ویدئوکنفرانس می‌تواند با امکانات افزوده دیگری همانند تبادل اسناد و مدارک، اشتراک در تهیه مدارک، ارسال عکسها و … نیز همراه باشد.

## ویدئوکنفرانس امروزی
امروزه، تجهیزات ویدئوکنفرانس با رشد فناوری در زمینه صدا و تصویر پیشرفت‌های چشمگیری داشته که به شرح ذیل می‌باشد.
- ارائه صوت و تصویر بهتر با استفاده از پهنای باند کمتر
- صوت و تصویر با وضوح بسیار بالا High Definition (HD), Full HD و4K (فقط یک برند، قابلیت 4k را تاکنون ارائه نموده‌است)
- امکان ارائه مطلب به صورت هم‌زمان (H.239) (SIP
- مکان ارسال و دریافت فایل به / از تمامی افراد شرکت‌کننده در کنفرانس
- مکان گفتگوی متنی و گرافیکی
- مکان ضبط کنفرانسها و دسترسی هم‌زمان یا غیر هم‌زمان به آن‌ها
- مکان برنامه‌ریزی اتوماتیک کنفرانس‌ها و …

## ویدئو کنفرانس بدون تجهیزات
پیشرفت دستگاه‌های همراه، ضرورت و سرعت ارتباط و گستردگی شبکه اینترنت باعث شد تا ویدئو کنفرانس از حالت اختصاصی و وابسته به تجهیزات به سوی فناوری ابری یا سرویس محور حرکت کند. امروزه پرطرفدارترین نوع ویدئو کنفرانس، ویدئو کنفرانس بدون تجهیزات یا همان سرویس ویدئو کنفرانس. در سرویس‌های ویدئو کنفرانس شما تنها حق سرویس پرداخت می‌کنید و از طریق نرم‌افزارهای رابط با تلفن همراه یا هر دستگاه پرتابل دیگری مانند لپتاپ یا حتی رایانه‌های رومیزی می‌توانید بدون اهمیت مکان خود وارد جلسات مجازی شوید.
اسکایپ از نمونه های بارز این سرویس می باشد.
کاربردهای ویدئوکنفرانس
- مراکز آموزشی
- مدارس
- دانشگاه‌ها
- عرصه تجارت
  1. جلسات درون سازمانی از راه دور
  2. جلسات برون سازمانی از راه دور
- مصاحبه از راه دور
- پشتیبانی از راه دور
- سمینار از راه دور
- دورکاری
- قضاوت از راه دور
- حراست ویدئوئی
- کنفرانس ویدئوئی برای شرکت‌ها و مؤسسات
- ارتش
- بانکها
- قوه مقننه (مجلس)
  - کنفرانس ویدئویی برای ارتباطات مردمی
- پزشکی
- بحران
- مشاوره‌های مختلف - پزشکی - وکالت و…
- وبینار (کاربردها: آموزش، برگزاری سمینار مجازی)

مختصری از مزایای این فناوری به شرح ذیل است:
صرفه جویی در زمان 
- برنامه‌ریزی برای پیدا کردن وقت خالی
- هماهنگی با برنامه‌های پرواز
- رزرو هتل هاو هماهنگی با برنامه‌های هتل
- حدود دو روز وقت کامل برای شرکت در جلسه

هزینه‌ها
1. بدون استفاده از ویدئوکنفرانس

- هزینه رفت‌وآمد
- هزینه اسکان
- هزینه خورد و خوراک در سفر
- هزینه مکالمات تلفنی و ارتباطات راه دور ناشی از سفر
- هزینه‌های جانبی

1. با استفاده از ویدئوکنفرانس

- بازگشت هزینه‌ها در کوتاه مدت (ROI)
- هزینه تجهیزات (یکبار برای همیشه)
- هزینه برقراری ارتباط (مقرون به صرفه)